# 9 de Julio (Misiones)

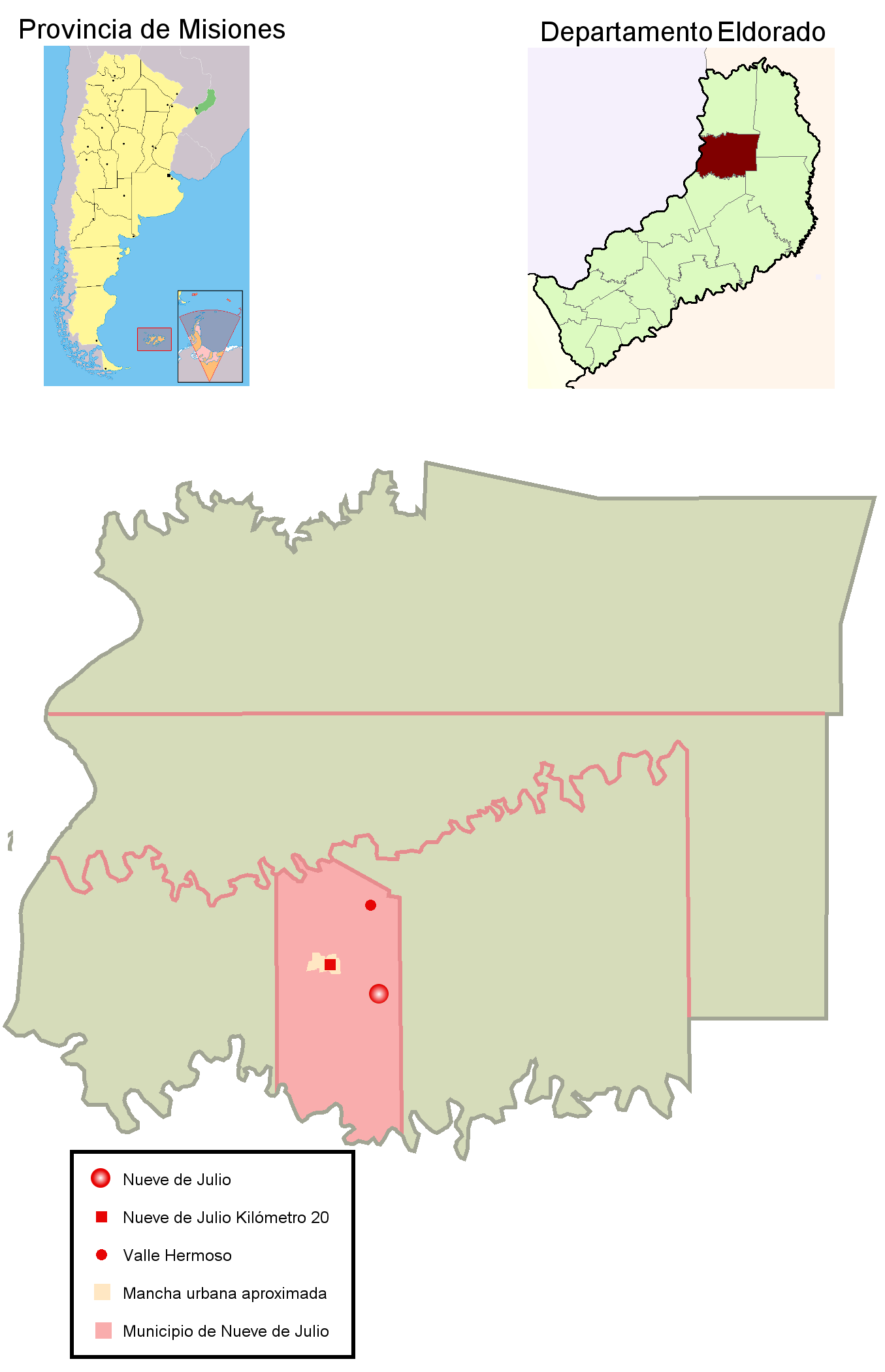
Área del municipio de Nueve de Julio en el departamento Eldorado; los puntos menores representan las localidades de Nueve de Julio Kilómetro 20 (y su mancha urbana) y Valle Hermoso.

Nueve de Julio es una localidad y municipio argentino de la provincia de Misiones. El municipio está situado en el departamento Eldorado, limita con los municipios de Eldorado, Santiago de Liniers y Colonia Victoria del mismo departamento, y con el municipio de Puerto Piray del departamento Montecarlo. 
La localidad de Nueve de Julio se halla sobre un camino que nace y muere sobre la ruta Provincial 17, esta ruta la comunica al oeste con Eldorado y al este con Santiago de Liniers y termina en el único paso fronterizo seco entre Brasil y la Argentina (Bernardo de Irigoyen). El acceso al anterior centro del pueblo (asfaltado) se halla sobre el tramo que une este camino con el kilómetro 28 de la mencionada ruta (también asfaltada). Si bien la sede municipal se encuentra sobre el pueblo de Nueve de Julio, en la intersección del acceso y la ruta Provincial 17 se formó un aglomerado paralelo que fue quitando relevancia al núcleo original . Este núcleo se conoce como Nueve de Julio Kilómetro 28 donde se encentraba anteriormente la Municipalidad. Actualmente el aglomera miento urbano se desarrolla sobre la ruta Provincial 17 a la altura del kilómetro 24, donde se encuentra la actual municipalidad. Todo el municipio sustenta su crecimiento fundamentalmente en la industria forestal, y la mayoría de los aserraderos se instaló en el aglomerado sobre la ruta 17, estratégicamente ubicada y de conexión internacional. Otra localidad del municipio es Valle Hermoso, ubicada unos 2 kilómetros al norte de la ruta 17.
Su Actual Intendente es el Sr. Kobler Claudio Rubén. Mandato (2019-2023).
Población 3811 personas, según censo 2001 habitantes (Indec, [[Censo argentino de {{{2}}}|{{{2}}}]]).

## Parroquias de la Iglesia católica en 9 de Julio  San Conrado.
| Diócesis  | Puerto Iguazú                 |
| --------- | ----------------------------- |
| Parroquia | Virgen de Itatí y San Conrado |